# Годи-Турка
Го́ди-Ту́рка — проміжна залізнична станція Івано-Франківської дирекції Львівської залізниці на неелектрифікованій лінії Хриплин — Коломия між станціями Коршів (8 км) та Коломия (8 км). Розташована в селі Годи-Добровідка Коломийського району Івано-Франківської області

## Пасажирське сполучення
На станції Годи-Турка зупиняються приміські поїзди сполученням Івано-Франківськ — Коломия.